# Johann Karl von Stechow
Johann Karl von Stechow (* 26. April 1902 in  Charlottenburg; † 29. Dezember 1969 in Bad Godesberg) war ein deutscher Diplomat in der Zeit des Nationalsozialismus und Botschafter der Bundesrepublik Deutschland.

## Leben
Stechows Vater Karl war preußischer Offizier und so hatte seine Schullaufbahn Stationen in Metz, Berlin und Jena. Ab 1921 studierte er Rechtswissenschaften in Tübingen, Königsberg in Preußen, Jena und Berlin und Sprachen am Seminar für orientalische Sprachen in Berlin. Nach dem Referendarexamen 1925 wurde er 1926 in den Auswärtigen Dienst einberufen.
Von Stechow war ab 1936 als Vizekonsul in Sydney und kehrte 1938 ins Auswärtige Amt nach Berlin zurück. Er wurde noch zum Legationsrat in der politischen Abteilung des Außenministeriums befördert. Am 1. August 1937 trat er der NSDAP bei. In der Zeit des Nationalsozialismus schuf Stechow mit dem Gesandten Fritz von Twardowski (1890–1970, bis 1943 Leiter der kulturpolitischen Abteilung des AA), Dr. Max Schaefer-Rümelin (1889–1966) sowie Werner Zschintzsch (1888–1953), Rudolf Mentzel (1900–1987) und Herbert Scurla (1905–1981) aus dem Reichsministerium für Wissenschaft, Erziehung und Volksbildung die Institution der Deutschen Wissenschaftlichen Institute im Ausland. Die Unruhen in der Tschechoslowakei 1938 wurden von der volksdeutschen Mittelstelle koordiniert. Eine Woche vor dem Münchner Abkommen, wurde von Stechow am 22. September 1938 im Auswärtigen Amt von der Volksdeutschen Mittelstelle mitgeteilt, dass eine Anordnung von Adolf Hitler vorliege, wonach ein Freikorps Gebiete in der „Tschechei“ besetzten werde, in welchen sich keine Truppen der Československá armáda befinden. Von Stechow verhandelte mit der Gestapo über Geiselerschießungen tschechoslowakischer Bürger.
1946 er der CDU bei. 1951 wurde er wieder in den Auswärtigen Dienst einberufen und war ab 1955 Botschaftsrat an der Botschaft der Bundesrepublik in Kopenhagen. Von 1964 bis 1968 war Stechow deutscher Botschafter bei den Philippinen in Manila. Von Stechow hatte nicht promoviert, er erhielt 1966 auf den Philippinen zweimal die Ehrendoktorwürde, von der Universität von San Carlos und von der Xavier University – Ateneo de Cagayan.
Am 30. Dezember 1964 übergab von Stechow einen Brunnen, aus dem José Rizal bei seinem Aufenthalt in Wilhelmsfeld getrunken hatte, den Besuchern des Rizal Parks in Manila. Am 29. Juli 1966 berichtete er über eine Zunahme von Attentaten, „die fast ausschließlich der kommunistischen Huk-Bewegung zugeschrieben werden. … Die Terrorakte sind keine organisierten kommunistischen Aktionen, sondern haben entweder einen kriminellen Hintergrund oder sind Teil einer politischen Vendetta zwischen lokalen Politikern, die die Huk-Banden für ihre Zwecke einsetzen. … Das kommunistisch-ideologische Moment spielt im Augenblick keine nennenswerte Rolle. Dies schließt jedoch nicht aus, daß die noch im Untergrund tätigen Kommunisten die kommunistisch-ideologische Komponente bei günstigen Voraussetzungen, insbesondere be stärkerer sozialer Unrast oder vermehrter Unterstützung aus dem Ausland, wieder reaktieren. Johann Karl v. Stechow starb am 29. Dezember 1969 in Bad Godesberg“ (Quelle: Genealogisches Handbuch des Adels. Band XXIII, Seite 451).

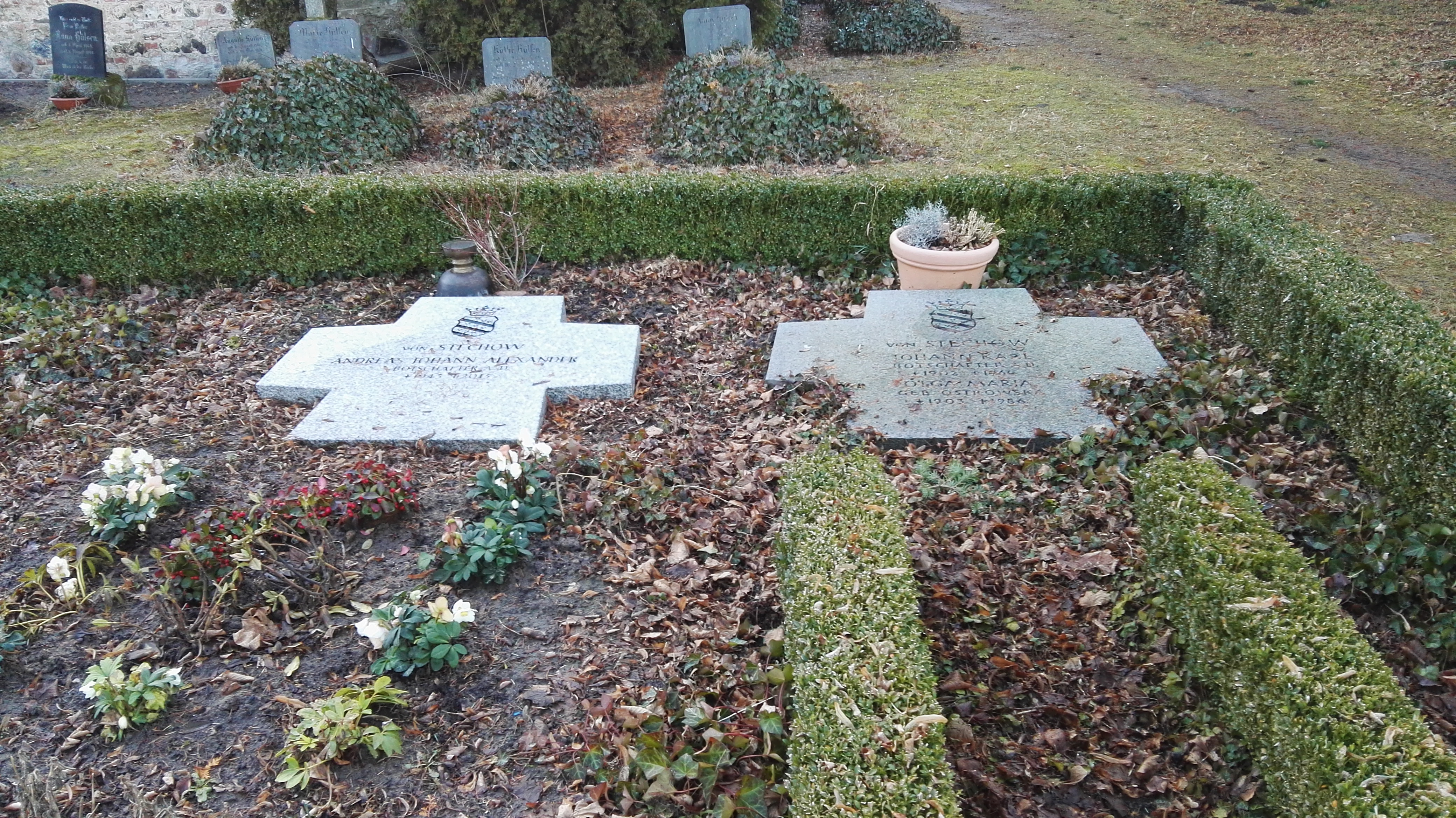
Grabstätte

Von Stechow war mit Olga Ostrowskij verheiratet, der deutsche Diplomat Andreas von Stechow ist der jüngste der drei Söhne. Er ist in Stechow in der Gemeinde Stechow-Ferchesar bestattet.

## Veröffentlichungen
- Die Deutschen Wissenschaftlichen Institute im Ausland in PA AA R 67051